# Mas de las Matas (kommun)
Mas de las Matas är en kommun i Spanien.   Den ligger i provinsen Provincia de Teruel och regionen Aragonien, i den östra delen av landet, 290 km öster om huvudstaden Madrid. Antalet invånare är 1 360.